# ヤズグリャム語
ヤズグリャム語は、インド・ヨーロッパ語族インド・イラン語派のイラン語群東イラン語群南東イラン語群パミール諸語に属する言語である。ヤズグラム語、ヤズグロム語、ヤズグリャミ、ヤズグラミ、ヤズグロミとも呼ばれる。タジキスタンのゴルノ・バダフシャン自治州のヤズグリャム川沿岸で話されている。
この言語の話者全員がタジク語の話者でもある。また、高地方言、低地方言という大きく2つの方言に分かれるが、語彙くらいの差に限られる。
死語となったかつてバンジュ川流域で話されていたバンジュ語（バンジ）とは近い関係にある。